# 阿寒駅
阿寒駅（あかんえき）は、北海道釧路市阿寒町舌辛にあった、雄別鉄道雄別本線の駅である。同線の廃止とともに廃駅となった。
駅の跡地には1972年（昭和47年）3月1日に雄別炭礦を記念する阿寒町郷土資料館が開館したが、同施設は後に「道の駅阿寒丹頂の里」へ移設し、1988年（昭和63年）6月25日に「炭鉱と鉄道館・雄鶴駅」として再オープンした。

## 概要
沿線で一番の市街地にあるため、当初から開設された。阿寒原生林から切りだされた原木の集積地であったため広い土場を有していた。

## 歴史
- 1923年（大正12年）1月17日：北海炭礦鉄道 釧路駅-雄別炭山駅間開業[1]に伴い舌辛駅（したからえき）として開業[3]。一般駅。
- 1950年（昭和25年）5月1日：阿寒駅に改称[1]。
- 1970年（昭和45年）4月16日：当路線廃止に伴い廃駅[1]。
- 1972年（昭和47年）3月1日：跡地に雄別炭礦を記念する阿寒町郷土資料館が開館[1]。

## 駅構造
駅舎は西南側にあり、貨物積卸線1本、木造の島式ホーム1面2線、駅裏側に木材積込線1本を有していた。ホームへは構内踏切で連絡していた。

## 現状
廃線後は以前の駅前通が駅跡地を横断しており、北側は阿寒町郷土資料館を経て中央公園、南側は阿寒町商工会館および木材工場となっている。商工会館の敷地内に「雄別鉄道記念碑」が建立されている。釧路側の本線跡はサイクリングロード、雄別炭山側の本線跡は中央分離帯を持つ市道となっている。阿寒バス「阿寒町」停留所は旧駅前に存在する。

## その他
- 『雄別炭礦鉄道 50年の軌跡』によれば、起点29.5 km付近（推測値）の阿寒川橋梁手前に、1928年（昭和3年）9月以降（設置時の文書は紛失）より廃止届の出された1931年（昭和6年）9月25日以前の間、「南舌辛仮貨物停車場」が設置されていた。

## 隣の駅
雄別鉄道
雄別本線
桜田駅 - 阿寒駅 - 古潭駅